# Laura Gurioli
Laura Gurioli (Bologna, 2 febbraio 1995) è una rugbista a 15 italiana, tallonatrice del Villorba.

## Biografia
Nata a Bologna ma cresciuta a Borgo Tossignano, in Romagna, Gurioli venne a contatto del rugby tramite alcuni tecnici dell'Imola giunti nella sua scuola per reclutare giovani per la propria squadra maschile juniores, suscitando l'interesse anche di alcune studentesse, tra cui la stessa Gurioli, che qualche anno dopo entrò a fare parte della formazione a VII femminile del club.
Dopo un periodo a Imola, nel 2016 passò alle Fenici, la formazione femminile del Bologna con cui debuttò in prima divisione nazionale.
Nel 2018 si trasferì al Valsugana e fu impegnata nella nazionale a VII con la quale partecipò all'Universiade 2019 di Napoli in qualità del suo status di studentessa a Bologna.
Dopo lo scudetto vinto nel 2019, fu forzosamente inattiva per due stagioni per via della sospensione imposta al rugby di club femminile italiano a causa dell'emergenza sanitaria susseguente alla pandemia di COVID-19; tornata in attività, ha raggiunto con Villorba quattro finali consecutive di campionato vincendo quelle del 2024 e 2025; nel 2023 è altresì giunto il debutto in nazionale, durante il Sei Nazioni contro l'Irlanda.
Ha ricevuto la convocazione nella lista delle giocatrici italiane alla Coppa del Mondo 2025 in Inghilterra.

## Palmarès
- Campionati italiani: 3
Villorba: 2018-19, 2023-24, 2024-25